# Trevor Siemian
Trevor John Siemian (nacido el 26 de diciembre de 1991) es un jugador profesional de fútbol americano estadounidense que juega en la posición de quarterback y actualmente milita en los New York Jets] de la National Football League (NFL).

## Biografía
Siemian nació en Windermere, Florida, hijo de Walter y Colleen Siemian. Asistió a Olympia High School en Orlando, donde consiguió el récord del condado de Orange por lanzar 6,144 yardas de pase y 53 touchdowns en sus tres temporadas con los Titans.
Tras alcanzar un promedio de 3.9 y lograr el título de National Honor Society, Siemian eligió la universidad Northwestern por delante de Rutgers, Carolina del Norte y Harvard.

## Carrera

### Denver Broncos
Siemian fue seleccionado por los Denver Broncos en la séptima ronda (puesto 250) del draft de 2015.
En 2016, con la retirada de Peyton Manning y la salida de Brock Osweiler a los Houston Texans, los Broncos tenían que encontrar un nuevo quarterback titular: Siemian, Mark Sanchez o Paxton Lynch. El 29 de agosto, el entrenador jefe, Gary Kubiak, nombró a Siemian el quarterback titular para la temporada 2016-17. Este hecho hace que Siemian sea el primer quarterback en la historia de la NFL que comienza la temporada como defensor del Super Bowl sin haber lanzado un pase en la NFL.
El 25 de septiembre de 2016, Siemian se convirtió en el primer quarterback en la historia de la NFL en lanzar 300 yardas de pase y conseguir cuatro touchdowns sin ninguna intercepción en el comienzo de su carrera, en la victoria por 29-17 sobre los Bengals.

### Minnesota Vikings
El 14 de marzo de 2018, Siemian fue traspasado a los Minnesota Vikings junto con una séptima ronda del draft de 2018, a cambio de una quinta ronda del draft de 2019.

### New York Jets
El 20 de marzo de 2019, Siemian firmó un contrato de un año con los New York Jets por $2 millones.